# 徐雲程
徐雲程（1520年—？），字允登，號澄湖，江西臨江府清江縣人，軍籍，明朝政治人物。

## 生平
嘉靖三十四年（1555年）乙卯科江西鄉試第八十三名舉人。嘉靖四十四年（1565年）中式乙丑科會試第一百三十七名，二甲第一名進士。吏部观政，本年六月授礼部主事，隆慶元年（1567年）五月升员外，二年二月升河南佥事，五年正月升浙江参议，万历元年（1573年）升参政，六年十二月升按察使，七年八月降级调用。

## 家族
曾祖徐南育；祖父徐巽，壽官；父徐相，母楊氏。弟雲同、雲衢。